# Gornje Brezno
Gornje Brezno falu Horvátországban, Krapina-Zagorje megyében. Közigazgatásilag Hum na Sutlihoz tartozik.

## Fekvése
Krapinától 18 km-re északnyugatra, községközpontjától 4 km-re délnyugatra a Szutla folyó partján, a szlovén határ mellett fekszik.

## Története
A településnek 1857-ben 444, 1910-ben 627 lakosa volt. Trianonig Varasd vármegye Pregradai járásához tartozott. 2001-ben 331 lakosa volt.

## Külső hivatkozások
Hum na Sutli község hivatalos oldala